# Mocsári kosbor
A mocsári kosbor (Anacamptis laxiflora) a kosborfélék családjába tartozó védett növény. Magyarul mocsári kosbornak hívják az Orchis palustrist is – ezt egyes rendszerezők külön fajként tartják nyilván, mások az Orchis laxiflora alfajának tekintik (itt is így írjuk le). A faj Európa legtöbb országában védett.
A törzsváltozat Magyarországon nem szorul különösebb védelemre. Tömegesen fordul elő a Duna-Tisza közén, a Duna mentén, a Balaton mindkét partján, a Drávamenti-síkságon és a Kisalföldön, sőt, szórványosan középhegységeink völgyeiben is nő. Megtalálható a Bodrogközben is.

## Megjelenése
Leveleinek erezete párhuzamos. Sötétvörös-sötétlila virágai nyúlánk (30–60 cm) fürtben állnak, a tőkocsányon 6–20 virággal. Termése tok.

## Életmódja, élőhelye
Május-júliusban (főleg júniusban) virágzik. A talajvíz szennyezésére, így a műtrágyázásra is igen érzékeny.

## Alfajok
- Anacamptis laxiflora ssp. elegans (pompás kosbor)
- Anacamptis laxiflora ssp. laxiflora (törzsváltozat)
- Anacamptis laxiflora ssp. palustris

### Anacamptis laxiflora ssp. palustris
Más néven: Anacamptis palustris.
25–50 (60) cm magas lágyszárú évelő. Vékony szára végig leveles. A levelek alul keskenyek, lándzsásak, a hajtáscsúcs felé a keskeny szálasak, 1–1,5 cm-nél nem szélesebbek. Virágzata nyúlánk, laza fürt kevés 1,5–2 cm-es virággal.
A virágok legtöbbször lilásvörösek, ritkán rózsaszínek vagy fehérek. A leplek hosszúkás-tojásdadok, a csúcsuk tompa. A mézajak változó mértékben háromkaréjú. A középső karéja többé-kevésbé hosszabb a két szélsőnél, csúcsa kicsípett. A többé-kevésbé vízszintesen elálló, hengeres sarkantyú vége tompa.
Lápokban, mocsárréteken, enyhén szikes réteken, nedves kaszálókon, nádasokban él; a talaj bolygatását, a meliorációt nem tűri.
Május–júniusban virágzik.

### Pompás kosbor (Anacamptis laxiflora ssp. elegans)
Magyarországon pontusi-mediterrán elem. Magyarországon, Romániában, Bulgáriában, Görögországban, a Krím-félszigeten, Afganisztánban honos. Magyarországon nagyobb számban csak a Nyírségben, az Észak-Alföld síkján és a Duna-Tisza közén nő. Fülöpszálláson hibridjei is élnek. A Dél-Dunántúlon szórványos.
Levelei 1,5–2 cm szélesek. A virágok mézajka ép, visszás tojásdad, a lepellevelek 1 cm hosszúak. Főképp júniusban nyílik.

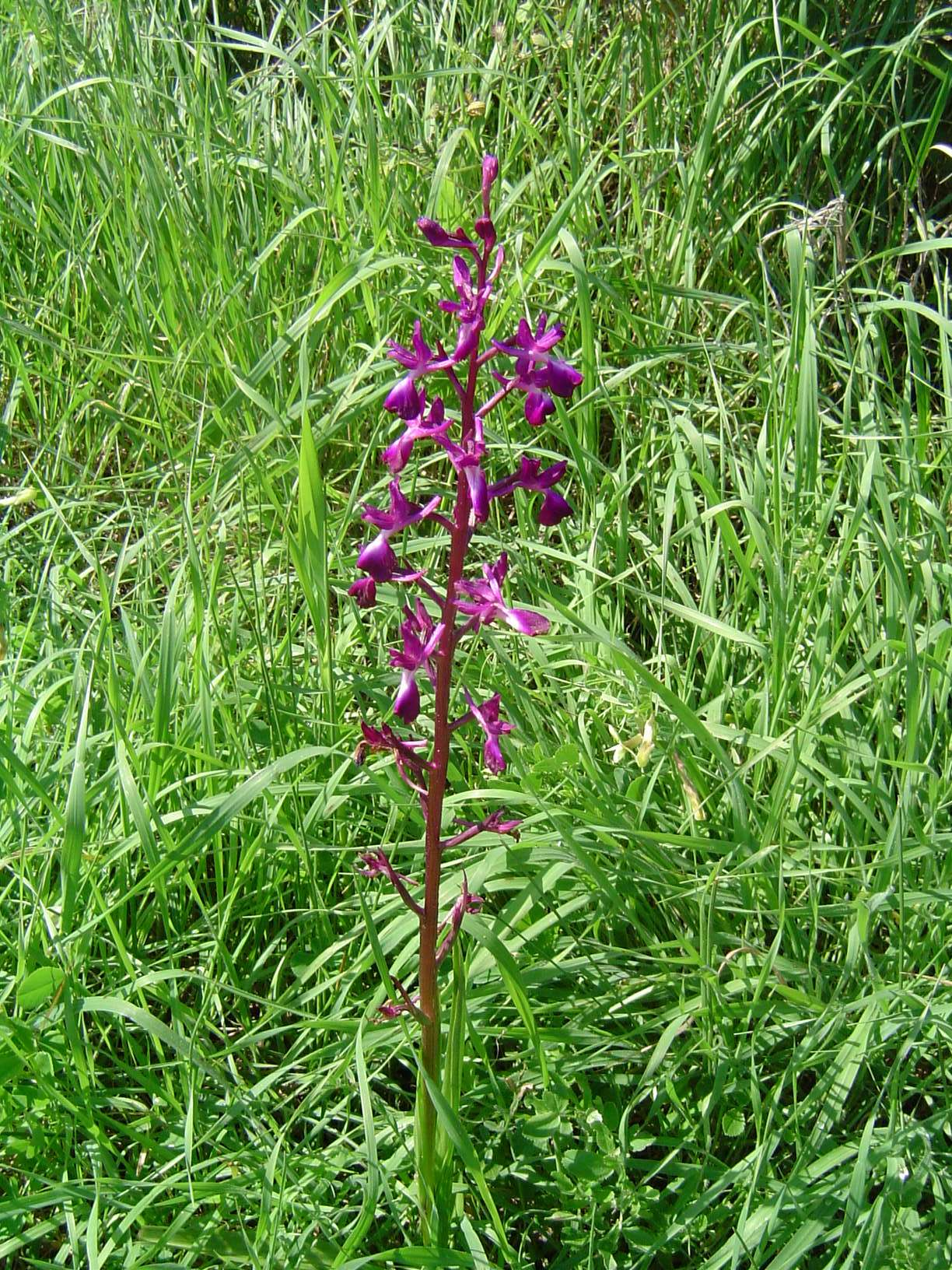
Anacamptis laxiflora Cipruson
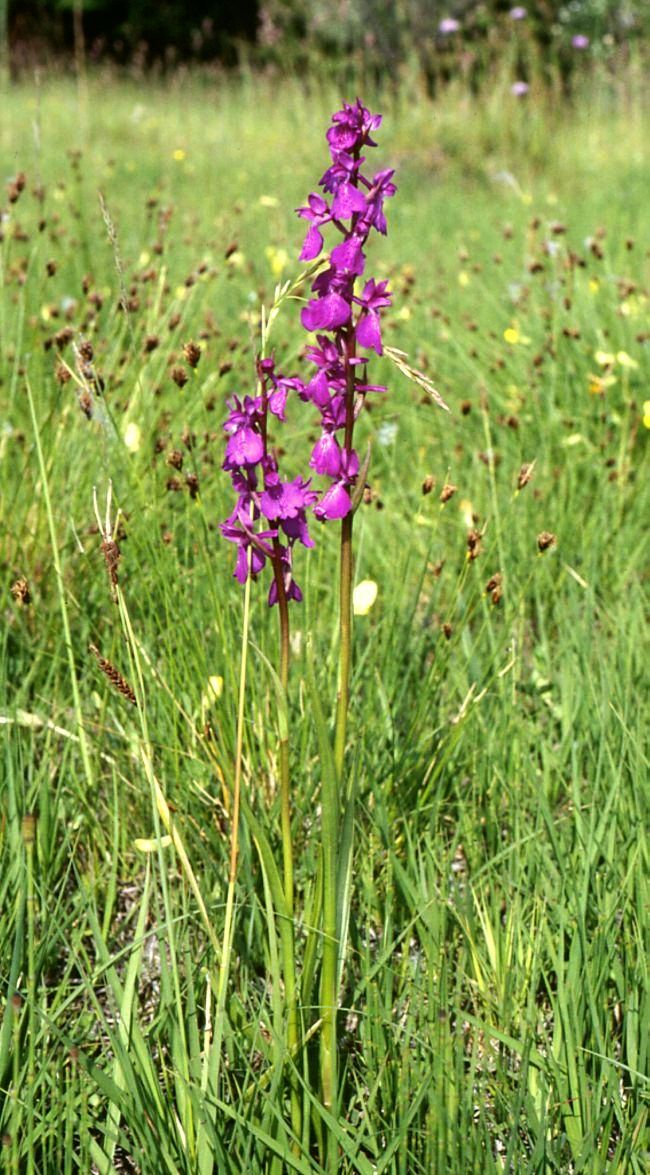
Anacamptis palustris
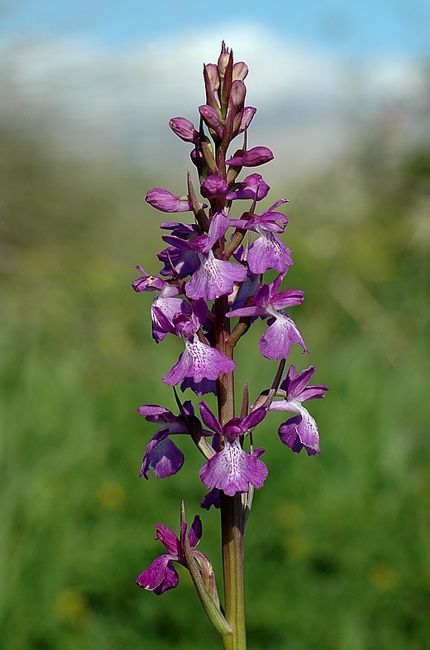
Anacamptis palustris ssp. robusta